# A ló mozgásformái

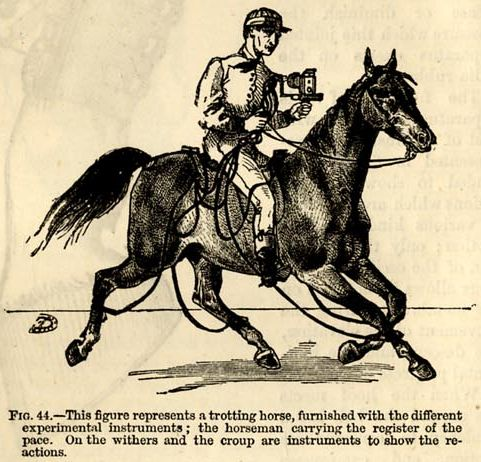
A ló lábainak egymásutánját vizsgáló készülékkel felszerelt ügető ló és lovasa. E. J. Marey: La machine animale, locomotion terrestre et aérienne. Germer Baillière, Paris, 1873. P.156. Fig. 44.

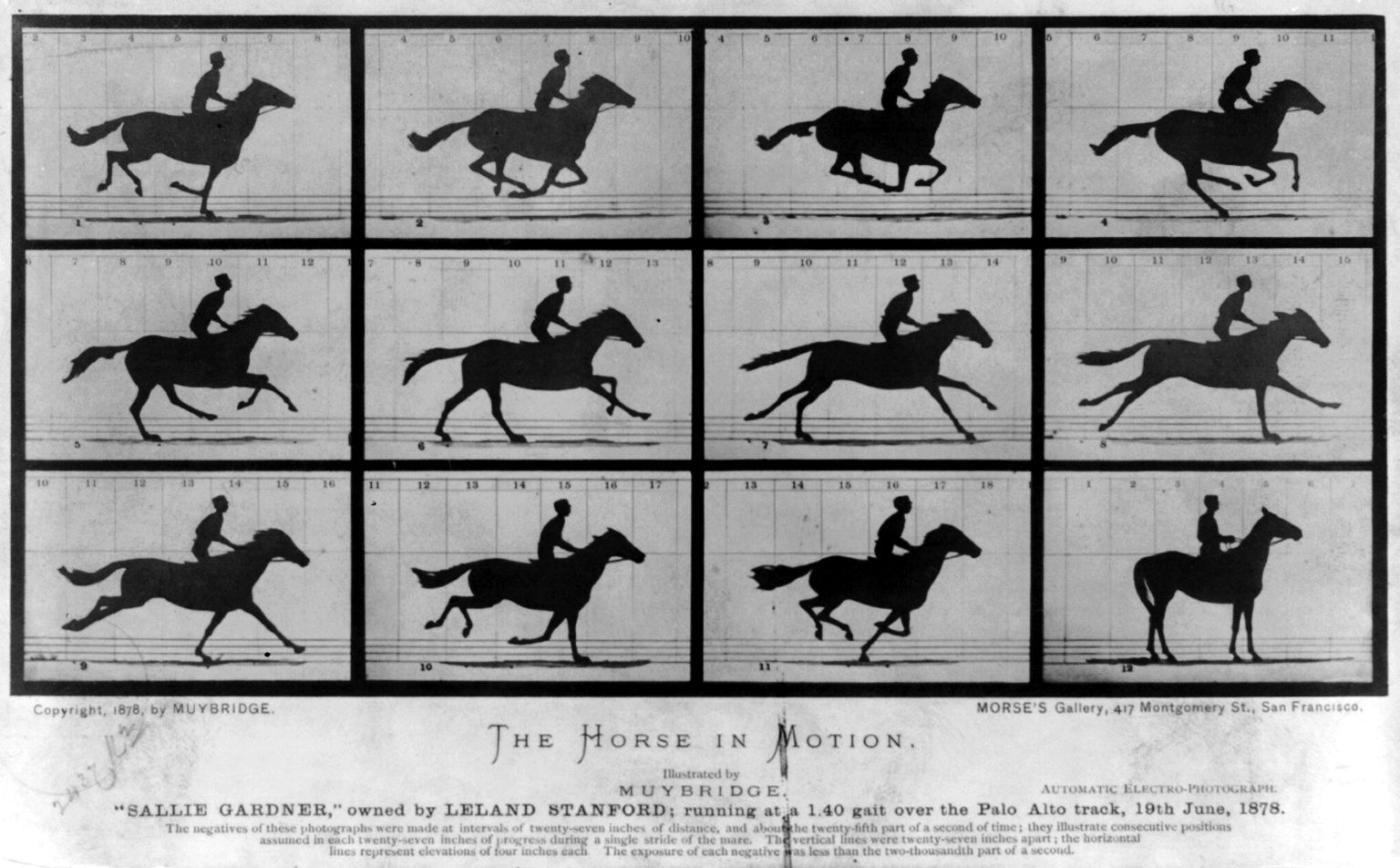
A mozgó ló: Sallie Gardner (The Horse in Motion: Sallie Gardner) néven vált ismertté Eadweard Muybridge 1878-ban készített fotósorozata, mely egy ló és lovasának mozgásáról készült, abból a célból, hogy a ló ügetése közben van-e olyan pillanat, amikor a lónak mind a négy lába a levegőben van

A ló mozgásformáinak fejlesztése és jármódjainak ismerete, idomítása a ló háziasításának kezdeteitől fontos volt az ember számára. Már a görögök felismerték a ló jelentőségét a sportban és a kultúrában, az olimpiai játékok fő attrakciója a ló- és a kocsiversenyek voltak. Az első lovaskönyv szerzője Szókratész tanítványa, Xenophón történetíró, aki a görög hadsereg ezredese volt. Peri hippikés című, a lovaglás művészetéről és a lovasvezér kötelességéről szóló művében, lefektette a lovaglás művészetének ma is érvényben lévő alapeszméit. Xenophón a ló megértésén alapuló idomítást tanította. Tankönyvként használták, akik lovagolni tanultak, de megtanította azt is, miképp kell a lovas és a ló között bajtársi viszonyt kialakítani. A Xenophón által lefektetett alapeszméken alapul az egész modern világ lovastudománya.

## Bemutató felállítás
A lovat álló helyzetben kell bemutatni, hogy testtájai elbírálhatók legyenek. Amelyik ló nem képes négy lábon, egyensúlyban megállni, azt nem lehet elbírálni. Szabályos felállításnál az elővezető – mindig jobbra fordítva – lépésben a kijelölt helyre vezeti a lovat. Cél, hogy a ló négy lábon álljon egyensúlyban, lábait egyenletesen terhelve, egyiket sem pihentetve úgy, hogy a bíráló felől mind a négy láb látható legyen.

## Lépés

Lépés

A lépés a ló legnyugodtabb, leglassúbb és legkímélőbb jármódja.
A lépés mozzanatai:
- felemelés,
- előrenyújtás,
- letétel,
- megterhelés
- eltolás.

A lépéskor négy patadobbanást hallunk. A lépés négyütemű, lábsorrendje pedig:
- bal hátsó
- bal első
- jobb hátsó
- jobb első.

A ló lépés jármódjának fajtái
- Összeszedett lépés
- munkalépés
- középlépés
- nyújtott lépés[1]

Akkor szabályos a lépés, ha a patadobbanások egyenlő időközökben követik egymást.
Ha az azonos oldali lábak közel egy időben lépnek, akkor a ló passzban jár. Ezt a díjlovaglásban súlyos hibának tekintik, amit nagyon nehéz, szinte lehetetlen korrigálni. A fiatal lovat a lépés szabályosságának megőrzése érdekében csak szabadlépésben, tág keretben célszerű lovagolni.

## Ügetés

Ügetés

Ez a ló mozgásforma a legősibb és legtermészetesebb. Ha fokozzák a ló gyorsaságát, vagy ha menekül, akkor vágtázni kezd. Ha egy ló mély vízbe kerül, ügető mozgással úszik. Ügetéskor a ló átlós lábai (diagonális lábak) dolgoznak együtt. Az ügetés kétütemű: egyszerre halljuk a jobb elülső és a bal hátulsó, majd külön a bal elülső és a jobb hátulsó lábpár dobbantását.
Az ügetés fajtái a jármód hossza, magassága, gyorsasága szerint:
- közönséges, vagy utazó ügetés
- gyors, hosszú, vagy repülő ügetés
- versenyügetés
- tisztátalanul ügetés - elülső lábaival ügető mozgás szerint mozog, hátul pedig galoppozik.

Az ügetés természetes jármód, azonban lóverseny futam közben, amikor a ló ereje megfeszítésével küzd a győzelemért, az ügető jármód megtartása (ahelyett, hogy a gyorsabb vágtába váltana) a sok évtizedes tenyésztés és nagyon gondos idomári felkészítés eredménye.
Versenyügetéskor a ló 48–50 km/óra sebességgel halad. A ló megnöveli lépéshosszát és előrelendülő hátsó lábával az azonos oldali elülső lába mellé, esetenként az elé lép.

## Poroszkálás

Poroszkálás

A ló apró, kitartó léptekkel, egyenletes ütemben halad. A természetben így mozog a teve, az elefánt, a zsiráf és a medve is. Két dobbantás hallatszik, de az egyoldalú végtagok dolgoznak egyszerre. Egyszerre lép a jobb elülső és a jobb hátulsó, majd a bal elülső és a bal hátulsó láb. Az ügetés jóval gyakoribb mozgásforma a lovaknál, mint a poroszkálás, de néhány ló természetéből fakadóan jobban kedveli a poroszkálást. A poroszkálás gyorsabb haladást tesz lehetővé, mint az ügetés, és kevésbé megterhelő a lovasnak, viszont kisebb stabilitást nyújt, főleg egyenetlen talajon.

## Vágta

Vágta

A ló leggyorsabb mozgásneme. A ló, ha sebességét fokozzák, vágtázni kezd. A ló szervezetét, izomzatát, a végtagízületeket, a lábvégeket ez a mozgás veszi a legjobban igénybe.

### Kenter
Nyugodt, lassú és kímélő vágta. Három dobbanást hallunk. A külső hátsó láb dolgozik egyedül, ez fog először talajt, a belső hátsó és az ellentétes külső elülső láb egyszerre ér talajt, a belső elülső láb felett repül előre a test, s ez nyúlik messze előre és az éri utoljára a talajt.
A kentervágta aszerint, hogy melyik láb dolgozik előre:
- jobbra vágta - jobbra vágtázik a ló, ha a testét a bal hátulsó lábával löki el először és a jobb elülsővel dolgozik egyedül előre.
- balra vágta - a balra vágta a jobbra vágta fordítottja.

### Galopp (versenyvágta)

Galopp

A galopp a legmegterhelőbb jármód a ló szervezete számára. Négy dobbanást hallunk. Az együttdolgozó átdolgozó átlós lábpár (belső hátsó és külső első) talajfogása egymáshoz viszonyítva kissé késik s így ez két, de egymáshoz közeli dobbanást hallat. A galopp hatalmas vágtaugrások folyamata, s a lebegő szakasz hosszú. Lebegés után a talajfogás sorrendje: külső hátsó láb, belső hátsó láb, külső elülső, belső elülső láb.

### Ugrás

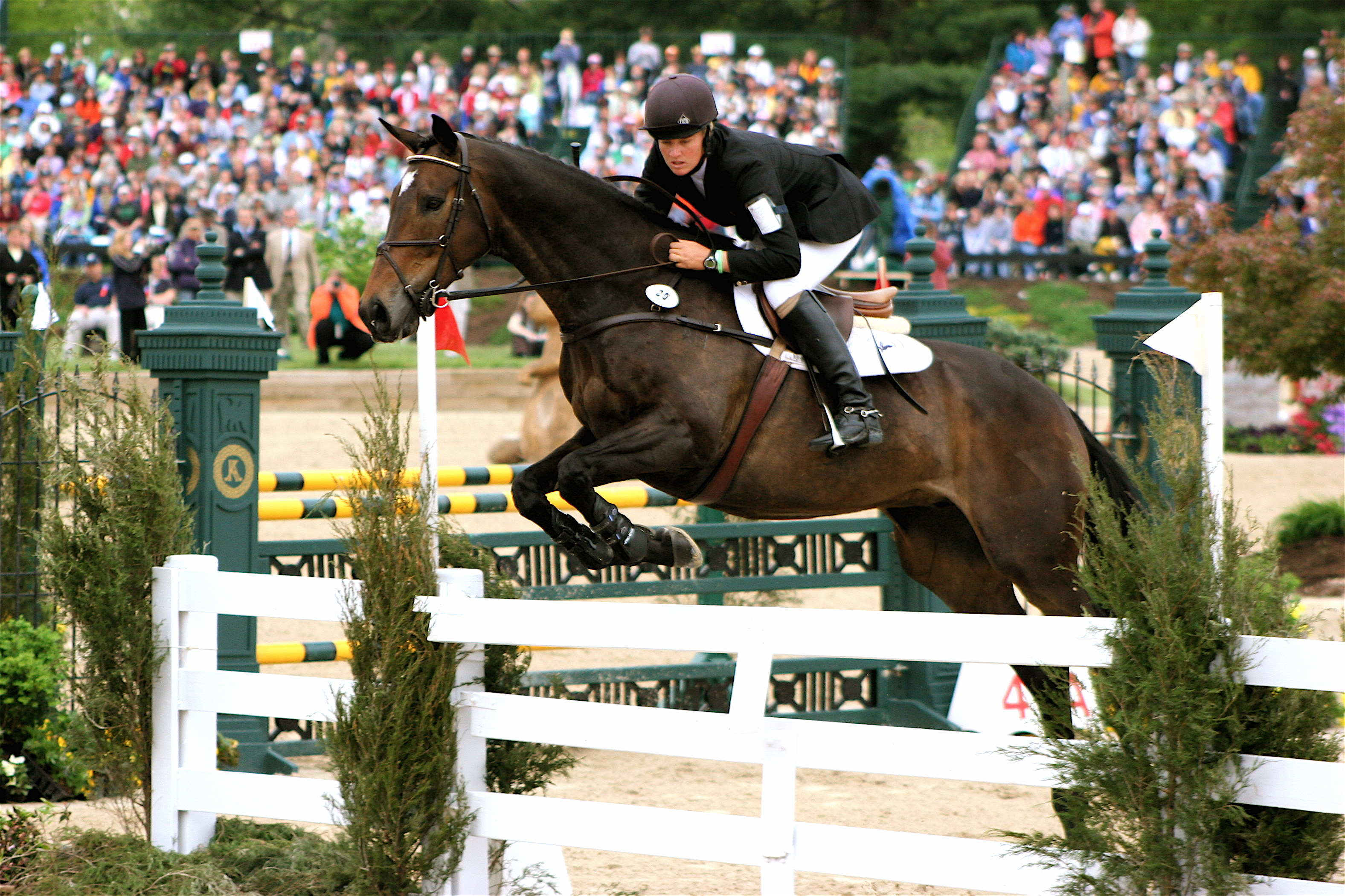
Idomított ló ugrás közben

A ló természete szerint inkább kikerüli az akadályt, mintsem átugorja azt. Mivel azonban rendelkezik az ugrás képességével, könnyen idomítható erre a mozgásformára. A ló álló helyzetből, lépésből, ügetésből és vágtából is képes ugrani.
Az ugrásra  a hidegvérű lovakon kívül minden ló képes.

### A hátralépés
Ez a mozgás a lovak veleszületett mozgása, de önakaratukból ritkán használják. A hátralépés a ló számára energiaigényes, fárasztó, de kiképzett lótól csak a földtől elemelt végtagokkal történő hátrálás fogadható el. A képzetlen ló nehézkesen hajtja végre.
Okai a következőek:
- az elülső végtag – amely ebben a mozgásban az impulzust adja – gyengébben izmolt és függesztő öve is lazább mint az előrehaladást biztosító hátulsó végtagé.
- az elülső végtag ízületeinek szögei is kedvezőtlen állásúak a hátralépés szempontjából.
- a test súlypontja közelebb helyeződik az elülső végtag párhoz, ezáltal a gravitáció sem segíti ezt a mozgást.

A hátralépés kétütemű vagy csaknem kétütemű mozgás, amit a végtagok ügetés lábsorrendben történő mozgatásával végez a ló. A két átlós láb pár egyidejűleg vagy csaknem egyidejűleg mozog hátrafelé, de a levegőben lévők előbb talajt érnek mint a súlyt viselők, így lebegés nincs. A hátulsó végtagot felemelése után az ellenoldali hátulsó végtag csípő, térd, és csánk ízületének nyújtó izmai lendítik hátrafelé.

## Magasiskola gyakorlatok

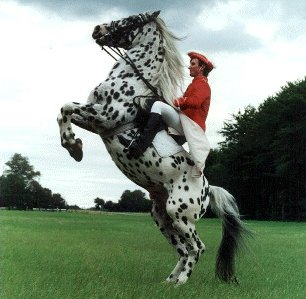
Magasiskolás feladatot végrehajtó ló-lovas páros

- Levade
- Pesade
- Piaffe
- Capriole
- Croupade
- Ballotade
- Courbette